# Græskar
Græskar (Cucurbita) er en planteslægt under Græskar-familien, der består af ca. 13 arter. Planterne kommer oprindelig fra det tropiske og subtropiske Amerika. Græskar er krybende eller klatrende urter og får nogle store gule blomster.

## Bærrene
Planten græskar sætter nogle bær, som kaldes græskar. Bærrene er verden største. De største græskar fås af arten Cucurbita maxima, disse kan veje op til 100 kg.
Nogle græskararter indeholder græskarkerner.
Orange græskar (pumpkins) er blevet et symbol på Halloween, og der produceres nu 1.000.000 græskar til fest og ballade omkring 31. oktober.